# Sami Allagui
Sami Allagui (Düsseldorf, 28 de maio de 1986) é um futebolista profissional tunisiano que atua como atacante.

## Carreira
Sami Allagui representou o elenco da Seleção Tunisiana de Futebol no Campeonato Africano das Nações de 2012.